# Буквиця (типографія)
Бу́квиця або ініціа́л (від лат. initum — початок) — більша від загальнотекстових початкова буква розділу тексту (глави, параграфа, абзацу) в рукописних і друкованих текстах. Це зазвичай буква з письма з більшим кеглем, яка починає текст книги чи розділу і здебільшого займає два, три та більше рядків тексту.

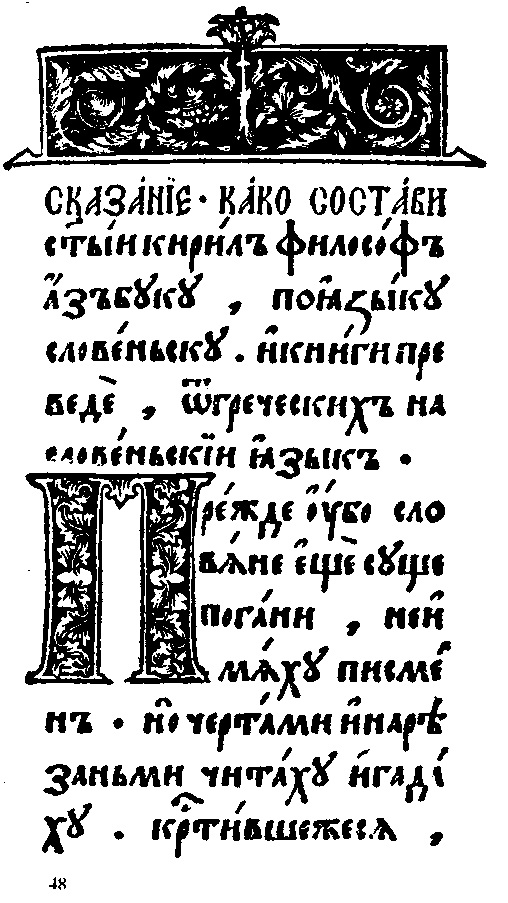
Ініціальна буква «П», «Острозький буквар», 1578 р.

Буквиця часто буває мистецька, розмальована та орнаментована різними декоративними елементами. Вживають такі літери для підкреслення та прикрашання друку. В таких випадках буквиця пишеться прописною чи готичною початковою буквою.
По відношенню щодо абзацу розрізняють:
- буквиця винесена вгору (англ. Up Cap)
- буквиця втоплена (англ. Drop Cap)
- буквиця обрамлена текстом (англ. Contoured Drop Cap)

В інкунабулах ініціали або ж буквиці пробували друкувати у два кольори. Але частіше для них і книжкових мініатюр залишали порожні місця. Друкували здебільшого чорний каркас буквиці або гравюри, а ілюмінатори (художники) їх пізніше розмальовували.

## Види буквиць
Буквиця може сидіти на тій же лінії, що й перший рядок тексту. Це найпростіший спосіб написати буквицю на комп'ютері чи в HTML:
Цей текст тут присутній лише для того, щоб продемонструвати відмінності між трьома видами буквиць. Він складається з декількох речень. Така його особливість зумовлена тим, що текст повинен мати достатню довжину, щоб сумарна висота рядків, з яких він складається була більшою, ніж висота буквиці. Це важливо, адже лише в такому випадку, текст матиме змогу огортати буквицю знизу.
Також буквиця може знаходитися зліва, за межами тексту. Зробити таке в HTML можна, наприклад, створивши таблицю з двома стовпцями: один для буквиці, інший — для тексту. Отримана буквиця відрізнятиметься від справді втопленої тим, що текст не огортатиме її знизу:

| Ц | ей текст тут присутній лише для того, щоб продемонструвати відмінності між трьома видами буквиць. Він складається з декількох речень. Така його особливість зумовлена тим, що текст повинен мати достатню довжину, щоб сумарна висота рядків, з яких він складається була більшою, ніж висота буквиці. Це важливо, адже лише в такому випадку, текст матиме змогу огортати буквицю знизу. |

Втоплена буквиця повністю знаходиться всередині прямокутника абзацу. Щоб звільнити місце під неї, перші декілька рядків звичайного тексту мають відступ.
Щоб додати втоплену буквицю до HTML сторінки, можна скористатися CSS. Для цього потрібно огорнути її в окремий HTML-теґ та додати до його стилів поле float: left;. Якщо скористатися псевдоелементом :first-letter, то можна обійтися одним лише CSS, без додаткових HTML теґів.
Цей текст тут присутній лише для того, щоб продемонструвати відмінності між трьома видами буквиць. Він складається з декількох речень. Така його особливість зумовлена тим, що текст повинен мати достатню довжину, щоб сумарна висота рядків, з яких він складається була більшою, ніж висота буквиці. Це важливо, адже лише в такому випадку, текст матиме змогу огортати буквицю знизу.
В деяких старих рукописах, наступна після буквиці літера була великою, навіть якщо це друга літера слова.

## Буквиці в різних писемностях

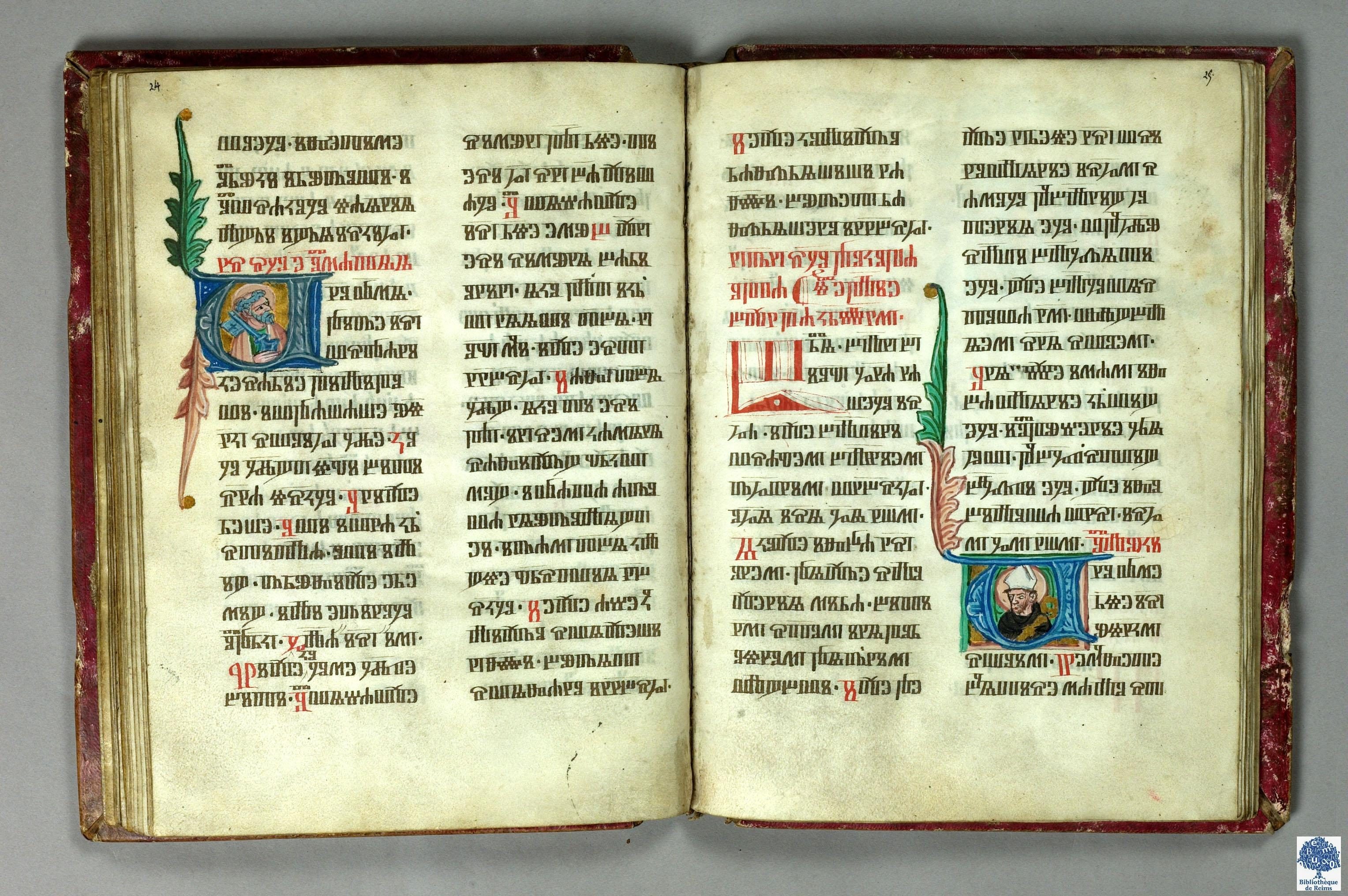
Реймське Євангеліє. Глаголиця. Буква «Ⰱ».
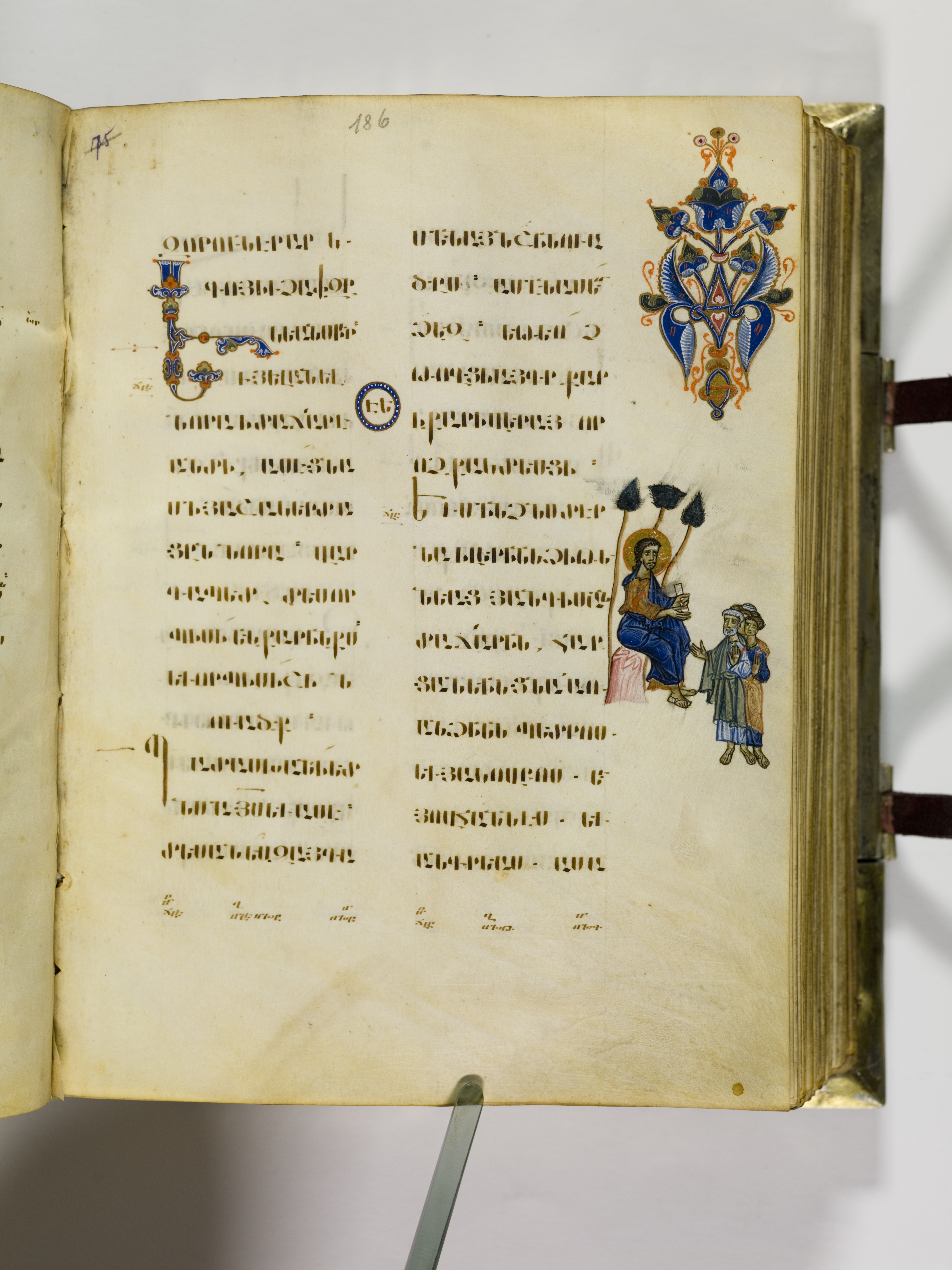
Львівське Євангеліє. Вірменська абетка. Буква «Ե».
Флоріанський псалтир. Латиниця. Буква «B».
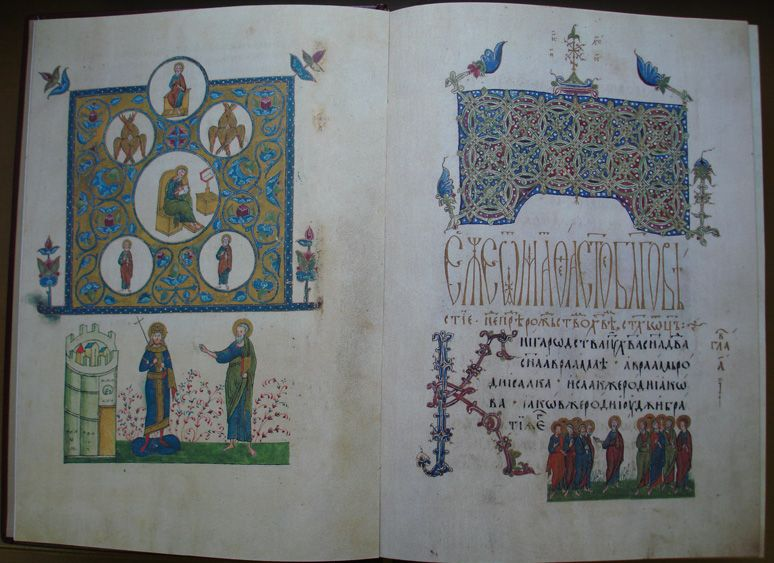
Єлисаветградське Євангеліє. Кирилиця. Буква «К».
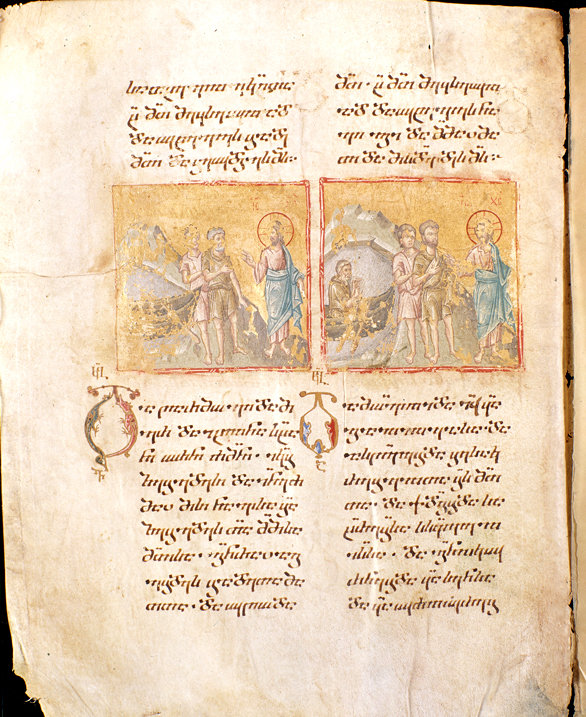
Моквійське Євангеліє[en]. Нусхурі. Буква «ⴃ».
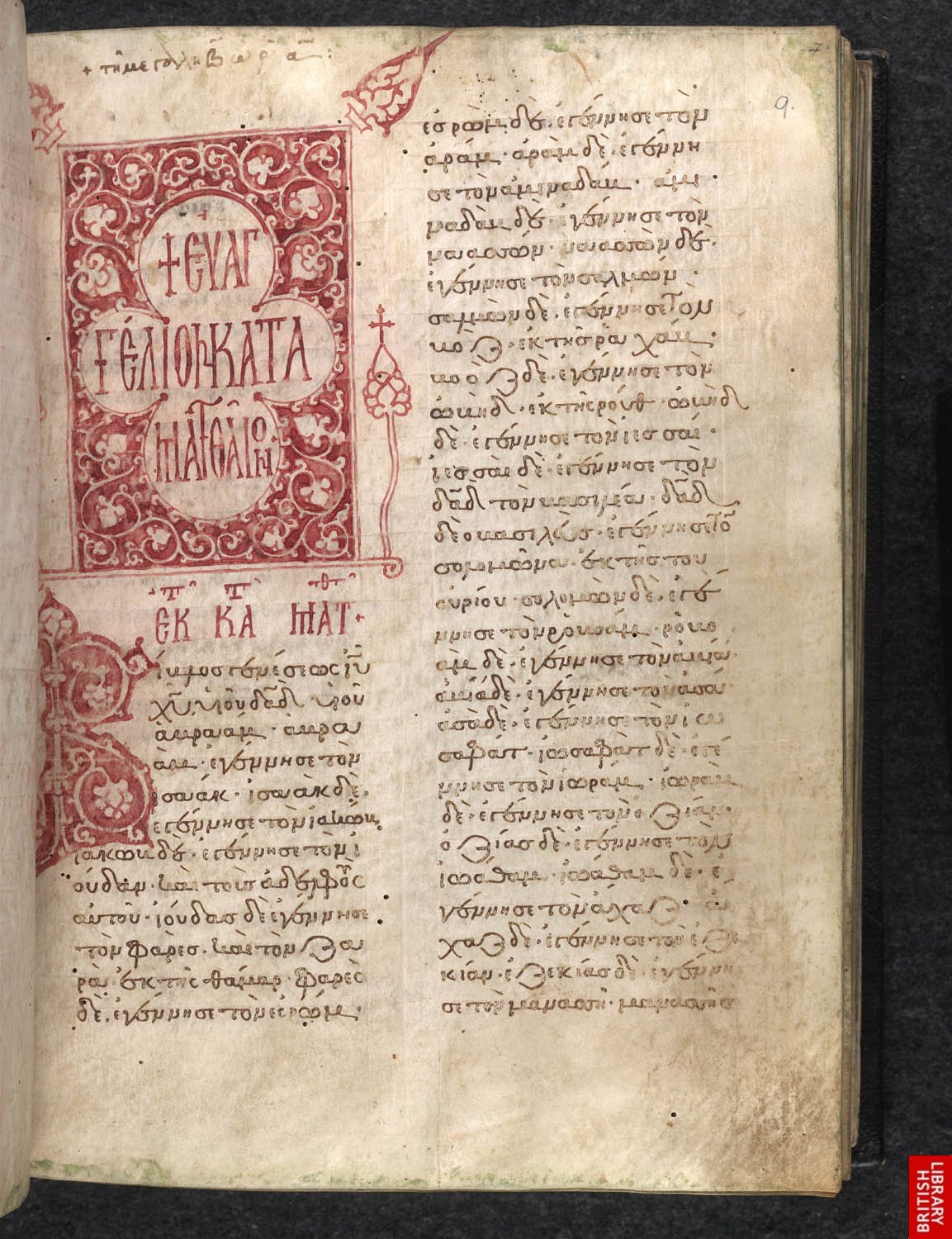
Рукопис 715[en]. Грецька абетка. Буква «Β».
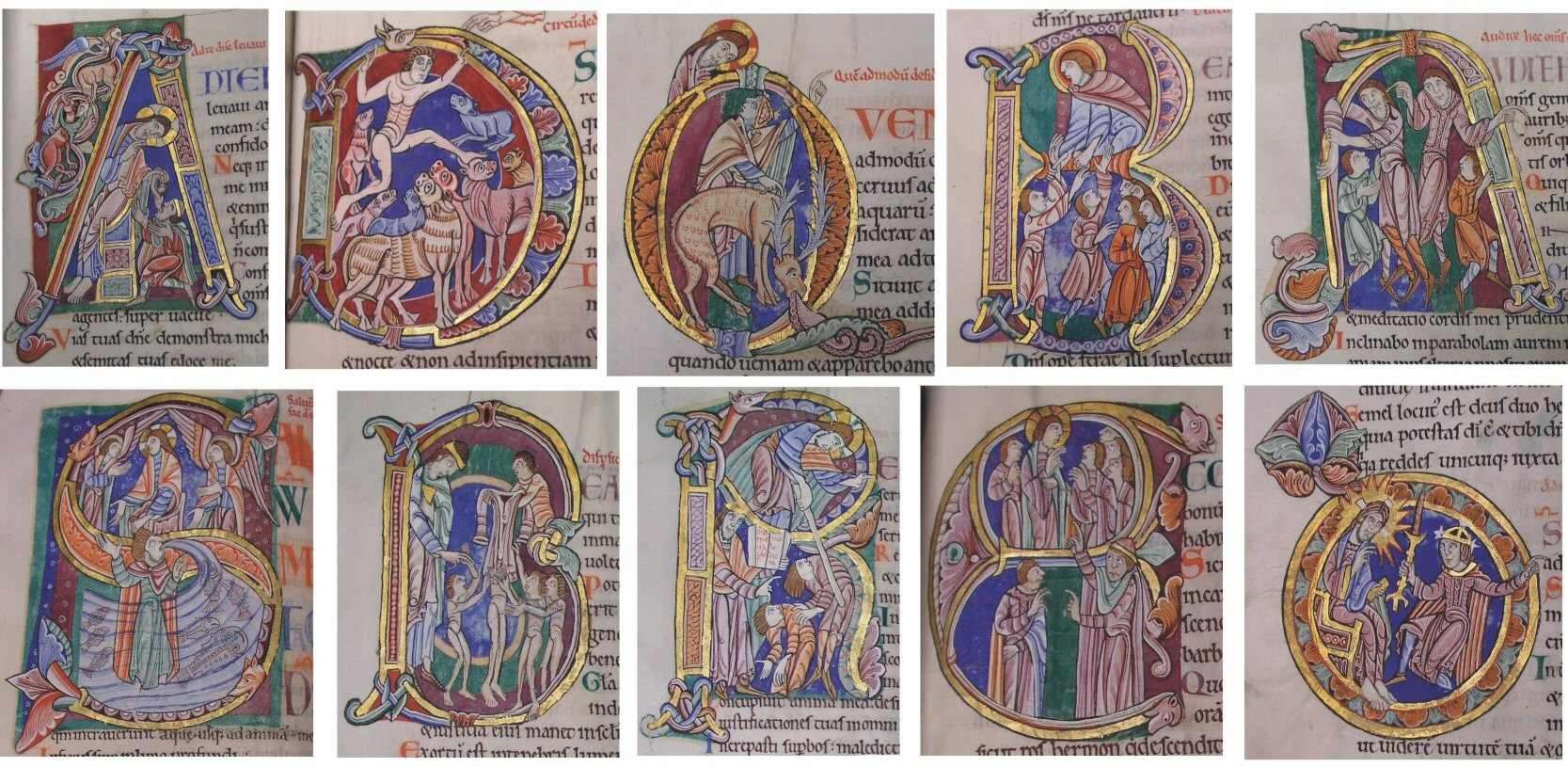
Різноманітні буквиці із Сент-Олбанського Псалтиря[en]. Латиниця.